# Villalet
Villalet település Franciaországban, Eure megyében. Lakosainak száma 88 fő (2013).

## Népesség
A település népessége az elmúlt években az alábbi módon változott:
| Lakosok száma | 48   | 46   | 50   | 45   | 68   | 74   | 73   | 79   | 92   | 88   |
|               | 1962 | 1968 | 1975 | 1982 | 1990 | 1999 | 2006 | 2008 | 2011 | 2013 |